# USS Enterprise (NCC-1701-B)
USS Enterprise s registračním číslem NCC-1701-B (běžně zvaná jako Enterprise-B) je fiktivní hvězdná loď vyskytující se v příbězích ze světa Star Treku. Patří k Hvězdné flotile Spojené federace planet a pokračuje v řadě hvězdných lodí s názvem Enterprise, neboť se jedná již o třetí loď tohoto jména ve Hvězdné flotile. Vyskytla se ve filmu Star Trek: Generace z roku 1994.
Enterprise-B, která patří ke třídě Excelsior, vypuštěna byla roku 2293. Další osudy lodě nejsou známy, neboť účinkovala pouze v jediném filmu.

## Historie lodě
Loď Enterprise-B byla zařazena do služby roku 2293, pokřtěna byla v doku na orbitě Země a jejím kapitánem se stal John Harriman. Na první plavbu po sluneční soustavě byli přizváno i množství novinářů a také čestní hosté včetně části bývalé posádky původní Enterprise, kapitánů Jamese T. Kirk, Montgomeryho Scotta a Pavla Čechova.
Enterprise-B, jako jediná loď v dosahu, byla při této prezentační plavbě vyslána na pomoc transportním lodím Federace SS Lakul a SS Robert Fox s el-aurianskými uprchlíky (včetně Guinan), které byly ohrožovány energetickou anomálií zvanou Nexus. Enterprise-B na takové dobrodružství ale nebyla vybavena, neboť nebyla ještě zcela hotova (nefungoval vlečný paprsek, chyběla fotonová torpéda, na palubě se nevyskytoval lékařský personál). Loď Robert Fox byla zničena, aniž by z ní byla zachráněna jediný člověk, z lodi Lakul se podařilo transportovat 47 osob, poté byla rovněž zničena.
Také samotná Enterprise-B byla vtažena do jevu Nexus. Při úspěšném pokusu se z Nexusu dostat, byla loď poškozena a také zmizel kapitán Kirk. Ten byl prohlášen za mrtvého a věřilo se, že byl vysát proraženými otvory v trupu lodi.

### Nekánonické zdroje
Podle dalších informací ze zdrojů, které nejsou řazeny mezi „startrekovský“ kánon, byla loď vyřazena ze služby kolem roku 2330.

## Posádka
Známí důstojníci na Enterprise-B v roce 2293.
velící důstojník
- kapitán John Harriman

kormidelník
- podporučík Demora Sulu (dcera kapitána Hikaru Sulu; podle neoficiálních zdrojů později vystřídala kapitána Harrimana ve funkci velícího důstojníka Enterprise-B)